# Nicholas Rutgeerts
Nicholas Rutgeerts (20 mei 2005) is een Belgisch voetballer die onder contract ligt bij RSC Anderlecht.

## Clubcarrière
Rutgeerts ondertekende in de zomer van 2023 zijn eerste profcontract bij RSC Anderlecht, waar hij zich op achtjarige leeftijd aansloot bij de jeugdopleiding. In de seizoenen 2022/23, 2023/24 en 2024/25 haalde hij geregeld de wedstrijdselectie van de RSCA Futures, het beloftenelftal van de club in Eerste klasse B.
Op 1 maart 2025 maakte Rutgeerts zijn profdebuut: in de competitiewedstrijd tegen RFC de Liège liet trainer Jelle Coen hem bij de rust invallen voor Michiel Haentjens. Op 18 april 2025 speelde Rutgeerts quasi een volledige wedstrijd in de Challenger Pro League: op de slotspeeldag van de reguliere competitie moest hij tegen SK Beveren al na zeven minuten invallen voor de geblesseerde Timon Vanhoutte. Net als tegen de Luikenaars moest Rutgeerts zich tegen Beveren viermaal omdraaien. De wedstrijd tegen Beveren was meteen ook zijn afscheidswedstrijd bij de RSCA Futures, want Rutgeerts had op dat moment al getekend bij KVK Tienen.

## Clubstatistieken
| Seizoen         | Club            | Land            | Competitie      | Competitie | Competitie | Beker | Beker | Supercup | Supercup | Europees | Europees | Totaal | Totaal |
| Seizoen         | Club            | Land            | Competitie      | Wed.       | Dlp.       | Wed.  | Dlp.  | Wed.     | Dlp.     | Wed.     | Dlp.     | Wed.   | Dlp.   |
| --------------- | --------------- | --------------- | --------------- | ---------- | ---------- | ----- | ----- | -------- | -------- | -------- | -------- | ------ | ------ |
| 2024/25         | RSCA Futures    | Vlag van België | Eerste klasse B | 2          | 0          | —     | —     | —        | —        | —        | —        | 2      | 0      |
| Carrière totaal | Carrière totaal | Carrière totaal | Carrière totaal | 2          | 0          | 0     | 0     | 0        | 0        | 0        | 0        | 2      | 0      |

Bijgewerkt op 19 april 2025.
33 Vercauteren ·
34 Bouchouari ·
48 Montegnies ·
50 Barry ·
51 Baouf ·
52 Nicaise ·
53 Colassin ·
59 Vergeylen ·
62 Goto ·
63 Vanhoutte ·
64 Masscho ·
65 Engwanda ·
66 Haentjens ·
67 Moutha-Sebtaoui ·
68 Monticelli ·
69 Ure ·
71 Engwanda ·
73 Lapage ·
74 De Cat ·
77 Mendel-Idowu ·
78 Tajaouart ·
79 Maamar ·
80 Decorte ·
81 Diallo ·
83 Degreef ·
Coach: Coen